# Lettomanoppello
Lettomanoppello – miejscowość i gmina we Włoszech, w regionie Abruzja, w prowincji Pescara.
Według danych na rok 2004 gminę zamieszkiwało 3090 osób, 206 os./km².